# Raimundsreuter Hinterglasmalerei
Unter Raimundsreuter Hinterglasmalerei versteht man die farbige Malerei auf der Rückseite einer Glasplatte, die traditionell seit dem 17. Jahrhundert in dem kleinen Ort Raimundsreut hergestellt wurden. Es wurden hauptsächlich Heiligenbilder gemalt und durch ambulante Händler, genannt „Kraxentrager“ oder „Kraner“, in Süddeutschland, in Österreich und in Böhmen vertrieben.
Raimundsreuter Hinterglasbilder wurden in unterschiedlichen Techniken hergestellt, als Spiegelbilder, Goldschliffbilder und Farbbilder.
Anfang des 19. Jahrhunderts wurden in Raimundsreut rund 40.000 Hinterglasbilder pro Jahr gefertigt. Motive und Darstellung orientierten sich häufig an den sogenannten „Augsburger Heiligenkupfern“.

## Geschichte

### Malerfamilien Neumayer / Planer
Als einer der ersten Glasmaler wird ein Veit Planer aus Kirchl bei der Hochzeit seiner Schwester Maria 1660 im Freyunger Kirchenbuch erwähnt. Maria heiratete Johann Neumayer, einen Arzt aus Neukirchen beim Heiligen Blut. Das Paar hatte drei Kinder, darunter den Sohn Laurenz Neumayer (1661–1734). Laurenz Neumayer wurde Glasmaler in Vierhäuse nahe dem Wallfahrtsort Kreuzberg und lehrte das Handwerk auch seinem Sohn Johann Georg (* 1693). Nach dem Tod seiner ersten Frau heiratete er ein zweites Mal 1765 in Freyung und wurde im Kirchenbuch als pictor et viduvus (= Maler und Witwer) bezeichnet. Seine Schwester Maria heiratete 1721 den aus Eisenstein stammenden Simon Hilgard „Petlmacher“ (Glasperlenmacher) von der Neuhütte. Dieser erlernte ebenfalls die Hinterglasmalerei.

### Die MalerdynastiePeterhansl / Hilgart / Janke
Als Begründer der Raimundsreuter Hinterglasmalerei gilt der 1712/13 in Schönbrunn geborene Tobias Peterhansl. Die Schönbrunner Glashütte und der nahe Wallfahrtsort in Kreuzberg, waren ein Grund dafür, dass sich in Raimundsreut die Volkskunst der Hinterglasmalerei entwickelte. Den Rohstoff lieferte die Glashütte in Schönbrunn.
Peterhansl heiratete um 1745 die aus Kreuzberg stammende Hinterglasmalerstochter Maria Agnes Hilgard (1723–1803). Bei der Geburt seiner ersten Tochter Maria Salome in Raimundsreut wurde Tobias Peterhansl noch als Maurer bezeichnet.
In dieser Zeit zog Tobias Peterhansl oft um oder lebte bei seinem Schwiegervater Simon Hilgart, von dem er wohl das Handwerk der Hinterglasmalerei lernte. In den späten 1750er Jahren ließ er sich in Raimundsreut dauerhaft nieder. Das Paar hatte elf Kinder: Maria Salome 1746 in Raimundsreut geboren; Bernhard 1748–1808, geboren in der Landgrafhütte (heute Neuhütte); Juliana Peterhansl 1750 in der Landgrafhütte geboren; Joseph 1751 in Kreuzberg geboren; Johann Evangelist 1752–1755 in Vierhäuser geboren; Valentin 1755–1755, Johann 1756 und Mathäus 1758–1840 in Mauth geboren sowie Anna Maria 1760, Johann Paul 1763–1815, Theresia 1765–1854, alle in Raimundsreut geboren.
In der zweiten Generation lernten die Söhne Bernhard und Johann Paul Peterhansl das Handwerk. Die jüngste Tochter Theresia Peterhansl heiratete den Lorenz Haas aus Winkelbrunn, der Hinterglasmalerei bei der Schneiderwiese ausübte. Die Brüder Bernhard und Johann Paul Peterhansl und ihr Onkel Johann Kaspar Hilgard bauten in dem Böhmischen Außergefild (Kvilda) eine weitere Werkstatt auf, um ihren Absatz in Österreich zu erhöhen, und um Steuern zu sparen. Diese Steuerersparnis wollte Österreich nicht zulassen. Sie wurden aufgefordert, ihren Wohnsitz nach Außergefild zu verlegen, um ihre Werkstatt weiter betreiben zu dürfen. Sie blieben aber weiter in Raimundsreut.
Nach dem Tod von Johann Paul Peterhansl heiratete seine Witwe den aus der Krain (Slowenien) stammenden Kraxentrager Paul Janke, der ebenfalls die Glasmalerei erlernte. Auch Joseph sen. Peterhansl, ein Sohn von Bernhard Peterhansl, erlernte das Handwerk.
Die vierte Generation bestand aus den Brüdern Franz und Joseph jun. Peterhansl, den Söhnen des Joseph sen. Peterhansl. Die beiden gaben jedoch ihr Gewerbe auf, nachdem der Absatz der Glasbilder durch den neuen Farbdruck eingebrochen war. In den 1870ern war die Malerei in Raimundsreut am Ende.
Im Jahr 1900 wurde die Raimundsreuter Hinterglasmalerei in dem Almanach der Künstlergruppe Der Blaue Reiter erwähnt. Die Künstler waren von den schlichten und einfachen Bildern beeindruckt.

## Bekannte Maler
18. Jahrhundert
- Laurenz Neumayer (1661–1734)
- Johann Georg Neumayer (1693–1765)
- Simon Hilgard (1730–1753)
- Johann Kaspar Hilgard (1731–1804)
- Tobias Peterhansl (1712–1796)
- Bernhard Peterhansl (1748–1808)

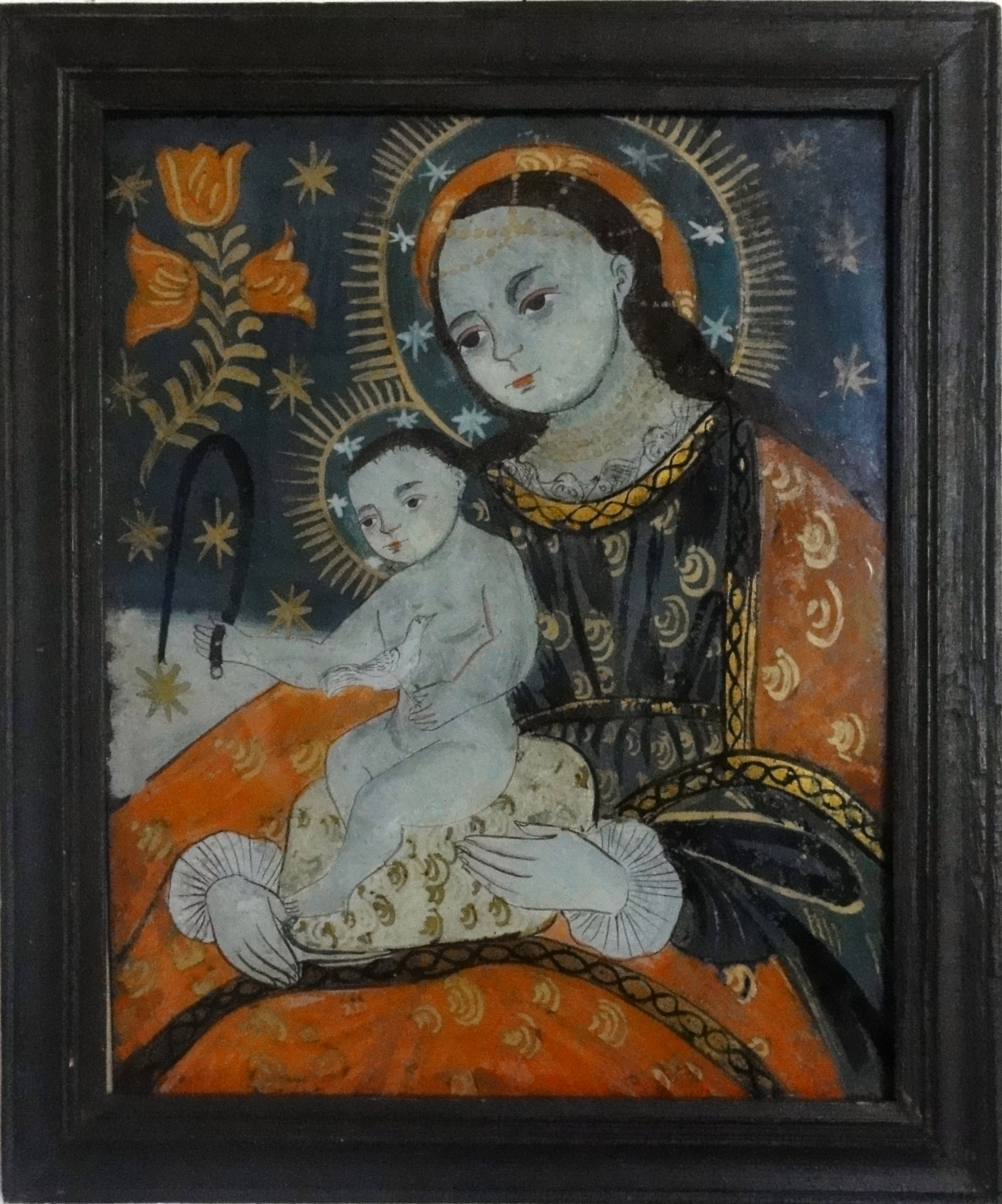
Maria Trost, Raimundsreut, um 1780 (Foto: Verein der „Freunde und Förderer des Raimundsreuter Hinterglasbildes e.V.“, 2021)

- Johann Paul Peterhansl (1763–1814)
- Mathias Schneider (1748–1786)
- Johann Pomeisl (1776–1845)

19. Jahrhundert
- Paul Janke sen. (1786–1861)
- Josef Rinesch (1803–1860)
- Joseph Peterhansl (1748–1849)

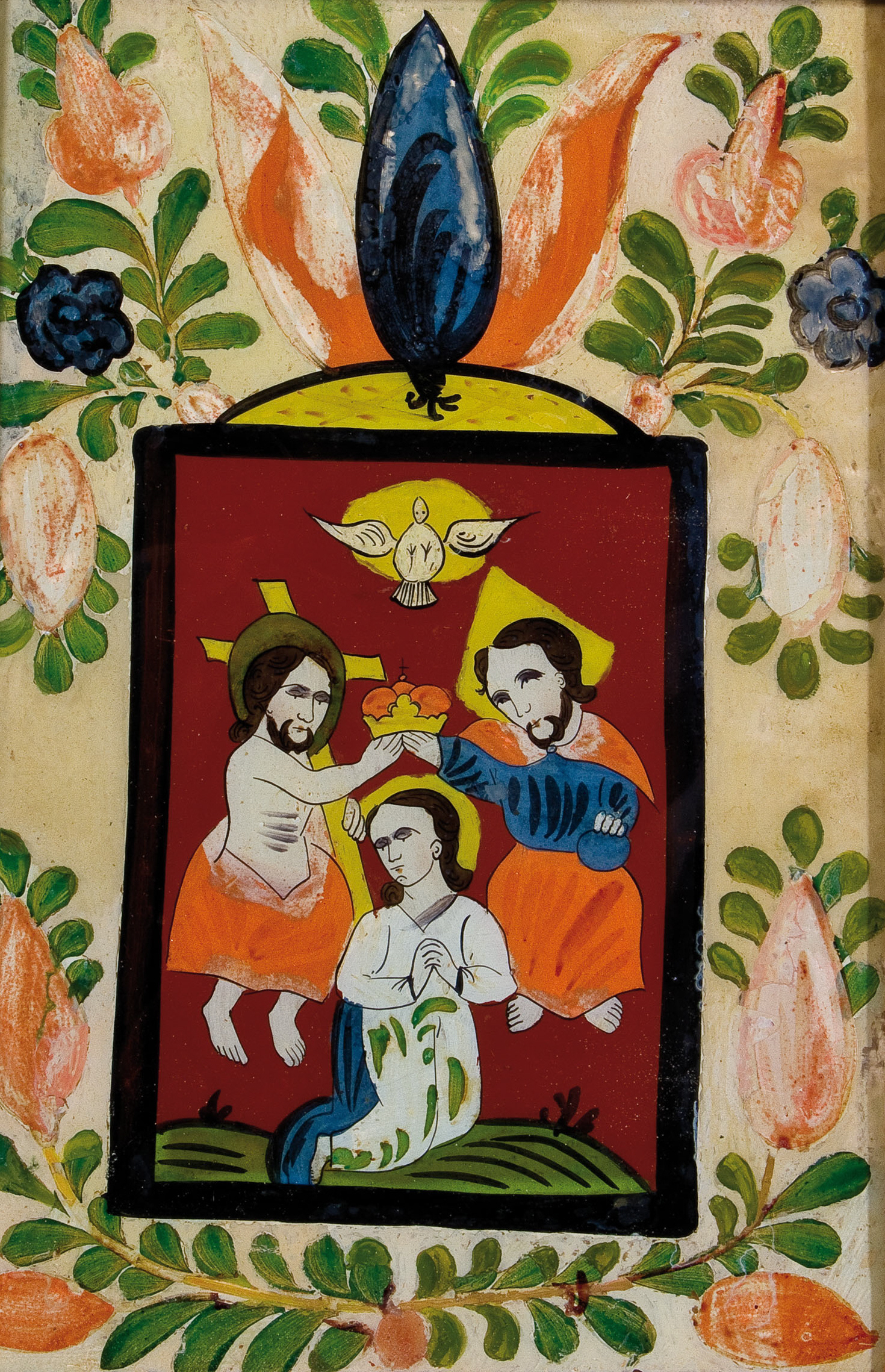
Marienkrönung, Hinterglasbild aus Raimundsreut, 19. Jh.

- Joseph Peterhansl jun. (1825–1860)
- Franz Peterhansl (1821–1875)